# Cmentarz Czukałówka
 Miejski Cmentarz Czukałówka (ukr. Міське кладовище Чукалівка) – cmentarz komunalny w Czukałówce, główna nekropolia miasta Iwano-Frankiwska położona poza jego granicami.
Cmentarz założono na początku lat 60. po zamknięciu dla pochówków cmentarza przy ulicy Kijowskiej i cmentarza w Kniahininie. Jest położony na wschód od wsi Czukałówka i na południe od portu lotniczego. 
Wśród pochowanych zmarłych spoczywają tu:
- Myrosław Buraczynski (1912-1987)[2];
- Mychajło Margij (1906-1983) - kompozytor ludowy;
- Wołodymyr Poljek (1924-1999) - bibliograf, literaturoznawca;
- Mylycia Simaszkewycz (1900-1976) - scenograf teatralna i filmowa;
- Dmitryj Sosonowyj (1923-1995) - architekt;
- Wołodymyr Twerdohlib (1929-1992) - historyk;
- Henrich Sztamberger (1923-1995) - doktor nauk technicznych[3]